# Kodeks 0187
Kodeks 0187 (Gregory-Aland no. 0187; ε 024 Soden) – grecki kodeks uncjalny Nowego Testamentu na pergaminie, paleograficznie datowany na V lub VI wiek. Przechowywany jest w Heidelbergu. Do naszych czasów zachowały się fragmenty jednej karty kodeksu.

## Opis
Do dziś zachowały się fragmenty jednej karty kodeksu, z tekstem Ewangelii Marka 6,30-41. Rekonstrukcja oryginalnej karty kodeksu wykazała, że miała ona rozmiar 24 na 18 cm.
Tekst pisany jest dwoma kolumnami na stronę, w 26 linijkach w kolumnie (według rekonstrukcji). Zachowany fragment zawiera 339 liter (po obu stronach). Oryginalna karta zawierała prawdopodobnie 1044 liter.

## Tekst
Tekst fragmentu reprezentuje mieszaną tradycję tekstualną. Kurt Aland zaklasyfikował go do kategorii III.

## Historia
Rękopis powstał w Egipcie i został odkryty w Egipcie.
INTF datuje rękopis na VI wiek. Pasquale Orsini datuje na drugą połowę V wieku lub I połowę VI wieku.
Na listę rękopisów Nowego Testamentu wciągnął go Ernst von Dobschütz, oznaczając go przy pomocy siglum 0187.
Fragment był badany przez Adolfa Deissmanna, Guglielmo Cavallo i Pasquale Orsini.
Rękopis jest przechowywany w bibliotece Uniwersytetu w Heidelbergu (Institut für Papyrologie, P. Heid. Inv. G. 1354) w Heidelbergu.
Należał do tego samego rękopisu co 0149. 0149 zawiera tekst Mt 26,38-45.64-69. Gregory datował go na VIII wiek. Hermann von Soden nadał mu siglum ε 024.